# Мэтисофф, Джеймс
Джеймс Алан Мэтисофф (англ. James Alan Matisoff, род. 14 июля 1937, Бостон) — американский лингвист, заслуженный профессор в отставке. Один из ведущих мировых специалистов по сино-тибетским и другим языкам Юго-Восточной Азии; также автор исследований по сравнительно-исторической проблематике, теории грамматикализации и диахронической семантике, ареальной лингвистике, языку идиш и др.
Окончил Гарвардский университет (1959), где изучал французскую литературу; первоначально специализировался как романист. Впоследствии обратился к изучению японского языка и продолжил лингвистическое образование в Гарварде и в Беркли. Докторская диссертация (1967) представляет собой подробное грамматическое описание языка лаху (лоло-бирманская подгруппа тибето-бирманской группы), основанное на данных полевых исследований автора; эта работа считается одной из лучших дескриптивных грамматик языков Юго-Восточной Азии. Преподавал в Колумбийском университете (1966—1969) и в Калифорнийском университете в Беркли (1970—2001, вплоть до отставки).
Является основателем и руководителем многолетнего проекта по созданию этимологического словаря-тезауруса сино-тибетских языков (STEDT). Был также главным редактором журнала «Linguistics of the Tibeto-Burman Area».
Мэтисоффу принадлежит оригинальный термин «чеширизация», описывающий достаточно распространённый в истории языков тип фонетических изменений, вызываемых единицей, которая сама в ходе этих изменений исчезает (эффект, который можно сравнить с улыбкой Чеширского Кота). К этому типу принадлежат многие случаи славянской или румынской палатализации, мутации в кельтских языках, умлаут в германских языках и др.; таких изменений немало и в истории сино-тибетских языков.
Будучи профессиональным компаративистом, Мэтисофф неоднократно выступал с резкой критикой теорий «глубокой реконструкции» (америндской, ностратической и др.), для характеристики которых он ввёл в употребление пейоративный термин «мегалокомпаративистика».

## Основные работы
- The Loloish tonal split revisited, 1972.
- The grammar of Lahu, 1973; 2 ed. 1982.
- Variational semantics in Tibeto-Burman: The 'organic' approach to linguistic comparison, 1978.
- Blessings, curses, hopes, and fears: Psycho-ostensive expressions in Yiddish, 1979; 2 ed. 2000.
- The dictionary of Lahu, 1988.
- On megalocomparison // Language 1990, 66.1, 106-20.
- Areal and universal dimensions of grammatization in Lahu // Elizabeth C. Traugott & Bernd Heine (eds.), Approaches to Grammaticalization, 1991, Vol. II, 383—453.
- Sino-Tibetan Numeral Systems: prefixes, protoforms and problems, 1997.
- Handbook of Proto-Tibeto-Burman: system and philosophy of Sino-Tibetan reconstruction, 2003.